# Dispersión de los Apóstoles

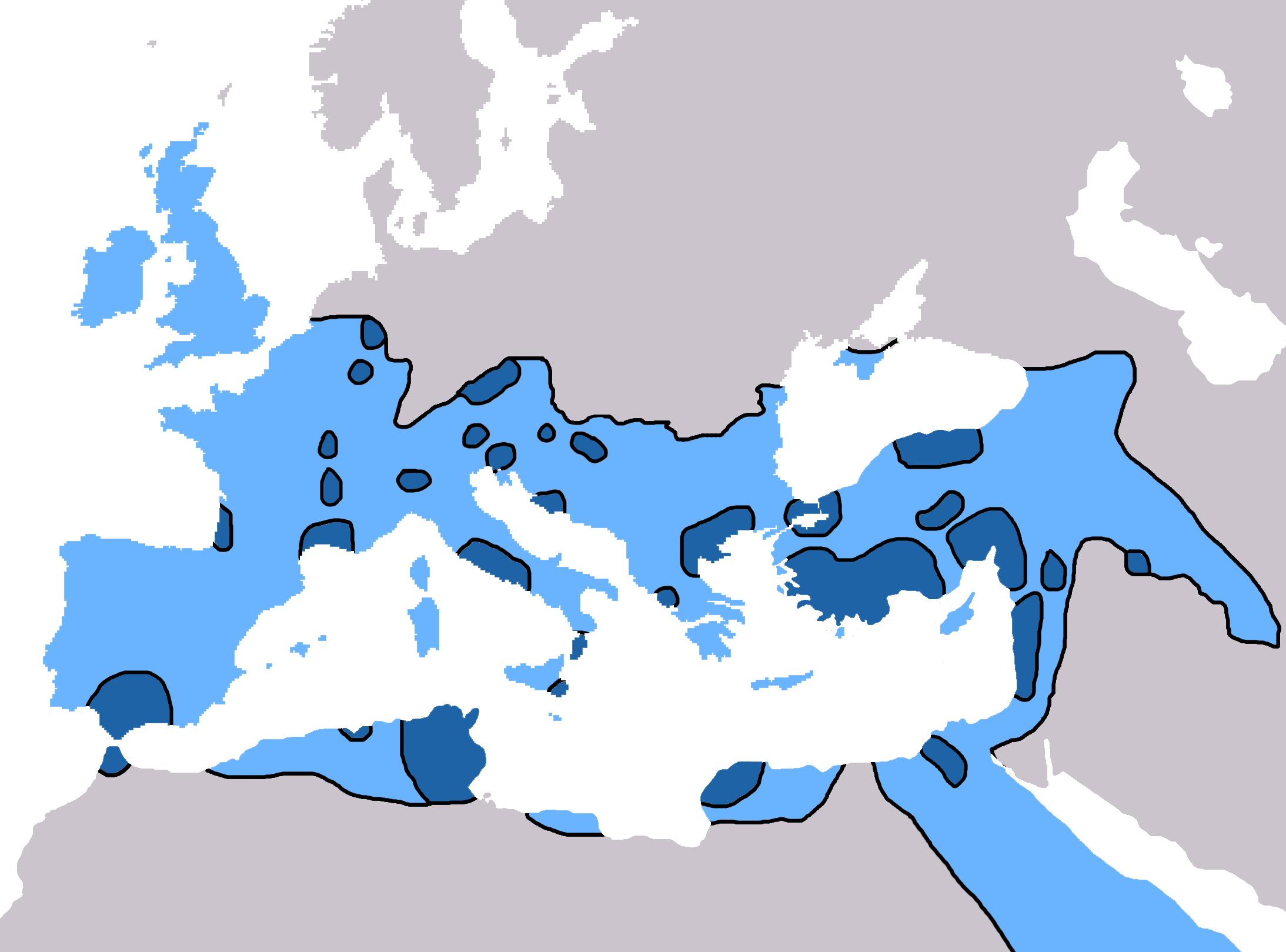
Dispersión del cristianismo en Europa hacia el 325 D de C
Dispersión del cristianismo en Europa hacia el siglo VI

La dispersión de los Apóstoles (en latín, Divisio Apostolorum) fue una festividad celebrada en algunos lugares para conmemorar el trabajo misionero de los Doce Apóstoles, de quienes se dice que establecieron la Visión Apostólica. Se celebraba el 15 de julio. El primer vestigio de esta festividad se encuentra en la sin ningún género de dudas auténtica secuencia compuesta para ella por un tal Godescalc (d. 1098) cuando era monje en Limburg en Haardt. También introdujo esta fiesta en Aquisgrán, siendo provoste de la Iglesia de Nuestra Señora. Posteriormente, es mencionada por Guillermo Durando, Obispo de Mende en la segunda mitad del siglo XIII. Bajo el título, "Dimissio", "Dispersio" o "Divisio Apostolorum", fue celebrada durante la Edad Media en España e Italia. El objeto de la festividad (según Godescalcus) era conmemorar la partida (dispersión) de los Apósotles desde Jerusalén hacia diferentes lugares del mundo, unos catorce años después de la Ascensión de Jesús, presumiblemente siguiendo la Gran Comisión. De acuerdo a Durandus, algunos de sus contemporáneos honraban en esta fiesta la división de las reliquias de los cuerpos de San Pedro y de San Pablo.
En 1909, de acuerdo al artículo de Frederick Holweck publicado ese año en el volumen 5 de la Enciclopedia Católica, la festividad se mantenía todavía con solemnidad en algunas sociedades misioneras en Alemania y Polonia, y también en diócesis inglesas y francesas, así como en algunos puntos de Estados Unidos.
La festividad no fue incluida en el Calendario Tridentino ni en ninguna revisión posterior del Santoral católico.